# Antoni Sobański
Antoni Marian Henryk Sobański herbu Junosza (ur. 1 maja 1898 w Obodówce na Podolu, zm. 13 kwietnia 1941 w Londynie) – polski ziemianin i hrabia, zajmujący się dziennikarstwem i literaturą, związany z „Wiadomościami Literackimi” i liberalnym środowiskiem inteligenckim okresu międzywojennego, szczególnie Skamandrytów. Współpracował też z londyńskim „Timesem” i BBC.
Jego barwna postać przewija się w wielu literackich świadectwach epoki. Pisali o nim: Jarosław Iwaszkiewicz (Aleja Przyjaciół), Irena Krzywicka (Wyznania gorszycielki), Witold Gombrowicz (Wspomnienia polskie), Zofia Nałkowska (Dzienniki) oraz Anna Iwaszkiewicz i Czesław Miłosz w listach. Jego podpis widnieje w Księdze gości Jana Lechonia.

## Życiorys
Urodził się w 1898 w Obodówce na Podolu w ziemiańskiej rodzinie hr. Michała Marii Sobańskiego (1858–1934) i hr. Ludwiki Marii z Wodzickich (1857–1944). Miał dwójkę starszego rodzeństwa: brata Feliksa (1890–1965) i siostrę Teresę (1891–1975). W 1905 cała rodzina przeprowadziła się do Warszawy. Pobierając nauki w domu opanował biegle sześć języków. W latach 1917–1925 podejmował studia na różnych uczelniach wyższych (m.in. na Uniwersytecie Jagiellońskim i Uniwersytecie Warszawskim). Nie ukończył jednak żadnej z nich, narzekając na „zinstytucjonalizowany sposób zdobywania wiedzy”.

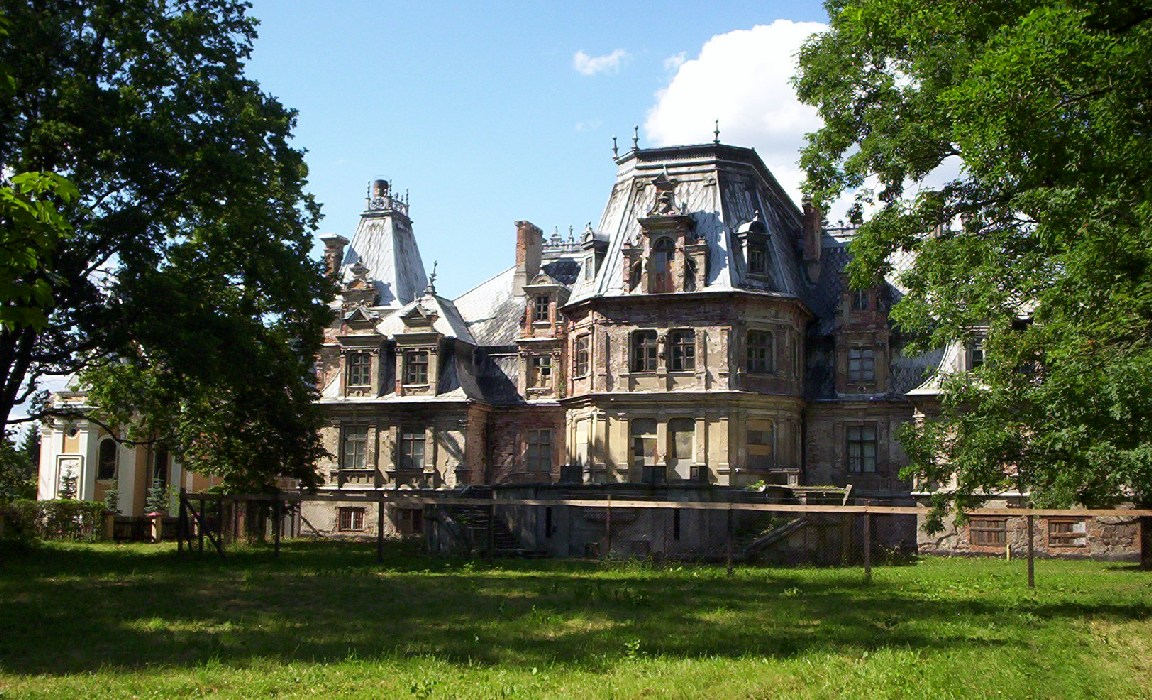
Pałac Sobańskich w Guzowie

Z rodzinnych dóbr po stryju przypadł mu Guzów pod Sochaczewem wraz z dobrze prosperującą wówczas cukrownią. Czas dzielił między obowiązki w majątku, intensywne życie towarzyskie w Warszawie (mieszkanie u brata przy Al. Ujazdowskich 11) i wyjazdy do Londynu, w którym bywał regularnie i utrzymywał własne mieszkanie.
Pisywał bardzo rzadko. Z inspiracji „Wiadomości Literackich” powstał jego głośny zbiór reportaży Cywil w Berlinie (1934), w którym zawarł wnikliwe obserwacje i trafne spostrzeżenia dotyczące mechanizmu tworzenia się totalitaryzmu, wysoko cenione do dzisiaj. Demonstracyjnie niechętny faszyzmowi i nacjonalizmom, wychwalał za to brytyjski system monarchii konstytucyjnej i kulturę europejską. Pozostawał przy tym życzliwy wobec samych Niemców i miał odwagę być w przyjaznych stosunkach z wieloma Żydami w latach nagonki antysemickiej w Polsce.
W warszawskiej socjecie literackiej znany był jako „hrabia Tonio”, który wiódł życie odległe od obyczajowych konwenansów. Był homoseksualistą o dość swobodnym stylu bycia, o czym pisał w swoich relacjach Jarosław Iwaszkiewicz oraz Irena Krzywicka w autobiografii, przy czym Iwaszkiewicz akcentował jego przyjaźń z Achillesem Brezą, zaś Krzywicka wspomina o związku z Janem Tarnowskim.
Gdy wybuchła II wojna światowa początkowo przebywał w Stawisku. 5 września wraz grupą przyjaciół wyjechał do Kazimierza nad Wisłą, z którego później wspólnie m.in. z Antonim Słonimskim wyemigrował do Wielkiej Brytanii przez Rumunię, Jugosławię i Włochy. W Londynie podjął pracę w Komitecie Pomocy Żołnierzom i w radiu BBC oraz zajął się pisaniem do emigracyjnego czasopisma „Wiadomości Polskie, Polityczne i Literackie”. Próbował przedostać się do Stanów Zjednoczonych, gdzie posiadał niewielką posiadłość w Santa Fe. Nie udało się to jednak. Zmarł na gruźlicę w 1941 w Londynie.

## Dorobek literacki
Sobański pozostawił po sobie niewielki dorobek literacki. W 1929 r. pod pseudonimem As wydał w Warszawie broszurę pt. 18 lat?!!!. Uznanie i rozgłos przyniósł mu cykl reportaży z Niemiec, które ukazywały się cyklicznie w „Wiadomościach Literackich”, a które obrazowały rodzący się nazizm po dojściu do władzy Adolfa Hitlera. W 1934 r. reportaże zebrane zostały w książkę pt. Cywil w Berlinie. Jej uzupełnione wznowienie ukazało się w 2006 r. nakładem wydawnictwa „Sic!” w Warszawie, w następnym roku ukazał się też przekład tego dzieła na język niemiecki. W 1938 r. w Santa Fe w Nowym Meksyku Sobański wydał Wigilię w San Filipe. Był także autorem dwóch szkiców: Ulica Krucza i Trzy kraje dzieciństwa, które ukazały się w Londynie w 1942 r.
W nocie wydawniczej współczesnego wznowienia Cywila w Berlinie można przeczytać:
Zbiór fascynujących reportaży z Trzeciej Rzeszy. Antoni hrabia Sobański, specjalny wysłannik „Wiadomości Literackich”, po zwycięstwie wyborczym nazistów jeździł tam kilkakrotnie, by na miejscu przekonać się, jak narodowy socjalizm zmienia życie Niemców. Tożsamość narratora-spektatora jest tu wyraźnie określona – Sobański w Niemczech to cywil w koszarach, zdeklarowany liberał w kraju, w którym jednostka ma służyć państwu, miłośnik kultury europejskiej w zdziczałym świecie nacjonalistycznego kiczu. Jest m.in. naocznym świadkiem słynnego palenia książek, uczestniczy w „Parteitagu” w Norymberdze, ze zgrozą przysłuchuje się konferencji prasowej Juliusa Streichera, „uczciwego psychopaty”. Wiele uwagi poświęca kwestii żydowskiej i planowej polityce terroru. Interesują go zarówno gospodarka, religia, polityczne represje, status prasy i opozycji, jak i fasony mundurów, nastroje społeczne, życie nocne, moda, wygląd ulicy, położenie mniejszości seksualnych.